# Doctor Eggman
El Doctor Ivo Robotnik «Eggman» (ドクター・イーヴォ・ロボトニック-エッグマン Dokutā Īvo Robotonikku - Egguman?), también conocido en Hispanoamérica como Dr. Mostachón (en Las aventuras de Sonic y Sonic) y Dr. Huevo (en Sonic X), es un personaje ficticio creado por el diseñador de juegos japonés Naoto Ōshima. Es el antagonista principal de la franquicia Sonic the Hedgehog de Sega. 
Eggman es un científico loco que busca robar las místicas Chaos Emeralds, destruir a su enemigo Sonic the Hedgehog y conquistar el mundo. Eggman y su marca "Badnik" de robots militares sirven como jefes y enemigos en el juego de plataformas Sonic. Sus características distintivas incluyen su ropa roja, negra y amarilla, calvicie, gafas de sol pince-nez y bigote grande.
Eggman hizo un cameo en el juego TeraDrive de 1991 Puzzle Construction antes de su debut completo en el juego Sega Genesis  Sonic the Hedgehog más tarde ese año. Ohshima diseñó a Eggman como uno de varios lanzamientos para que un personaje de mascota compitiera con Mario de Nintendo. Aunque Sonic fue seleccionado, Sonic Team pensó que el diseño de Eggman era excelente y lo reorganizó como antagonista. Sega of America le cambió el nombre a Robotnik para el lanzamiento occidental de Sonic; los juegos posteriores reconciliaron los diferentes nombres estableciendo "Eggman" como un apodo burlón que reclamó el personaje.
Eggman ha aparecido en casi todos los juegos de Sonic, a veces como un personaje jugador. Los juegos de Sonic lo caracterizan como un robotista maníaco que busca crear su propio imperio. A pesar de su obsesión por derrotar a Sonic, lo respeta en secreto y, en ocasiones, los dos se ven obligados a formar alianzas para superar amenazas mayores. Fuera de los juegos de plataformas Sonic, Eggman protagonizó el rompecabezas juego Dr. Robotnik's Mean Bean Machine (1993). Chikao Ōtsuka y Kotaro Nakamura han dado voz a Eggman en Japón, mientras que Mike Pollock ha proporcionado su voz en inglés desde 2003.
Eggman es uno de los personajes de videojuegos más famosos y un ícono establecido de la cultura popular. Es ampliamente considerado uno de los villanos más grandes y emblemáticos de los videojuegos. Su imagen ha aparecido en productos de Sonic y ha sido adaptado en cómics, series animadas y en la franquicia cinematográfica Sonic en acción en vivo producida por Paramount Pictures, en la que es interpretado por Jim Carrey.

## Historia ficticia
"El Doctor Ivo Robotnik-Eggman" es el nombre de este científico. De pequeño, Ivo tenía gran admiración por la ciencia, y soñaba con convertirse en un gran científico, al igual que su abuelo, el Profesor Gerald Robotnik. Todos admiraban al Profesor Robotnik por sus grandes conocimientos, y por el hecho de que era el científico más importante de las fuerzas armadas del planeta (Fuerzas G.U.N.), por eso, Ivo veía a su abuelo como un héroe, y deseaba poder ser tan asombroso como él algún día. Ya adulto, Ivo Robotnik obtiene su doctorado en robótica aplicada, y con un I.Q. de 300, promete ser un pionero en la ciencia de las maquinarias. Luego de años de arduo trabajo, el Doctor Eggman consigue finalizar su primer invento: el Egg-o-Matic 2000 (posteriormente conocido como Eggmobile). Este aparato es un vehículo de forma esférica, para una sola persona, que se propulsa con energía magnetohidrodinámica (MHD), y que no requiere de un medio sólido para desplazarse. El Doctor Eggman presentó su invento a la comunidad científica, ilusionado de que deslumbraría a todos y de que lo admirarían a él casi como si fuera un dios, pero en vez de eso, los científicos no mostraron interés en su aparato volador, y mucho menos en la idea del Doctor Eggman de reemplazar los automóviles convencionales por sus artefactos con forma de huevo.
Frustrado, el doctor decidió no rendirse, y con el tiempo, desarrolló los prototipos de varios robots autómatas, hasta conseguir lo que muy pocos habían logrado: inteligencia artificial. Los robots y androides que Eggman había creado, fueron expuestos a la comunidad de científicos con la idea de que sí serían tomados en cuenta, pero estos hombres no apoyaron la idea del Doctor Eggman de fabricar masivamente androides esclavos, ya que, si tienen la capacidad de pensar, deben ser tratados como a cualquier otra persona.
Esto enfureció demasiado al Doctor Eggman, que se sintió rechazado y marginado, por lo que decidió que si quería que en el mundo se llevaran a cabo sus decisiones, debía ser él quien gobernase todo, porque solo así no serían cuestionadas sus acciones.
Con el propósito de dominar el planeta, el Doctor Eggman se dio cuenta de que podía utilizar las mitológicas Esmeraldas Caos para potenciar enormemente sus aparatos mecánicos y sus armas, por lo que recorrió el mundo entero, destruyendo todo a su paso, con tal de conseguir esas poderosas gemas. Lo que Eggman no sabía era que alguien no iba a tolerar que él interrumpiera la paz y tranquilidad del planeta, ese alguien estaba dispuesto a arriesgar su propia vida con tal de detener los malvados planes del doctor, ese alguien era un joven y veloz erizo azul llamado Sonic.

## Enemigos
Robotnik/Eggman ha tenido diferentes enemigos a lo largo de la saga Sonic:
- Sonic: Es el enemigo principal de Eggman, ya que él siempre ha estropeado sus planes.
- Tails: Ha desarrollado una gran rivalidad con Eggman, porque ambos son grandes genios en la mecánica y porque Tails es el mejor amigo de Sonic, a quien Eggman quiere eliminar.
- Knuckles: En Sonic the Hedgehog 3, Knuckles se alió a Eggman porque este lo engañó diciéndole que Sonic y Tails querían apoderarse de la Master Emerald, pero en Sonic & Knuckles, Eggman traiciona a Knuckles y el equidna rojo se vuelve un enemigo más de él, pero a pesar ello para Knuckles este asunto en la actualidad termina casi siendo un completo cliché que se repite una y otra vez ya que este en varias ocasiones ha sido engañado por Eggman y siempre suele caer con el mismo truco.
- Amy: La enemistad se originó desde que Metal Sonic capturó a la eriza rosada, usada como cebo por Eggman para atraer a Sonic, y derrotarlo.

## Personalidad y rasgos
El Dr. Eggman es un hombre de edad desconocida, aunque muchos piensan que está en sus 50. Posee un coeficiente intelectual de 300 (aunque puede ser mayor), es uno de los seres más inteligentes en el planeta Tierra, como lo demuestra su maestría en la robótica y sus áreas afines. ¿Por qué, pudiendo hacer cualquier cosa, el Dr. Eggman ha fijado su mirada en el premio más alto de todos ellos, la dominación global? Soñando con el día en que será capaz de levantar Eggmanland, Eggman ha trabajado sin cesar en el cumplimiento de este sueño, aunque sus planes se frustraron una y otra vez por su archienemigo, Sonic the Hedgehog.
A pesar de que quiere gobernar el mundo, sus deseos no son para la destrucción total, pero en lugar de tener el foco mundial sobre él y su imagen. Este deseo de reconocimiento no es necesariamente malo, pero las formas en que se ha ido al respecto solo puede ser interpretadas como tales. A pesar de su coeficiente intelectual, ha cometido a menudo actos infantiles, su necesidad de atención y el deseo de salirse con la suya han allanado el camino para tal comportamiento. Aun así, Eggman es más que un hombre con un sueño, que se describe como un supuesto "romántico admirador de la ciencia, y el profesor auto-caballeroso", pero, sobre todo, es alguien que no se rinde fácilmente, no importa con cuantos muchos contratiempos se encuentre o cuántas veces Sonic y sus amigos lo detuvieron.
Debido a su obsesión por dominar el mundo, solo tiene sentido que iba a estar obsesionado con los siete puntos que podrían permitir que eso suceda - las Esmeraldas del Caos. Desde que se enteró de que eran algo más que una leyenda, Eggman ha intentado encontrarlas sin cesar para acceder a los tramos cronometrados que se han escondido. Aunque ha habido momentos en los que ha estado cerca de todos, ni una sola vez logró derrotar o asesinar a Sonic con sus grandes inventos futuristas-tecnológicos, por lo que el Imperio Eggman sigue siendo nada más que su visión del futuro.
Aunque rara vez Eggman va en contra de Sonic sin su Eggmobile, las veces que se fuera de él ha demostrado lo atlético que es. A pesar de que su apariencia física sugiere lo contrario, Eggman es capaz de esprintar a una velocidad inmensa, capaz de correr casi tan rápido como Sonic durante unos segundos (si esto significa que es casi tan rápido como Sonic durante esos segundos o si es porque siempre se escapa después de que Sonic ha atravesado toda una base o una de sus máquinas es incierto) - el tiempo suficiente para que corra en su última arma. Aparte de esto, sus capacidades físicas están limitadas a las de los humanos normales, a pesar de que tiene una racha de suerte extrema por el hecho de que él ha sido capaz de sobrevivir una y otra vez a la destrucción de sus bases, naves aéreas y Eggmobiles.
El Dr. Eggman, en su búsqueda para dominar el mundo, también ha buscado aliados fuera de su propia creación. Estos aliados son a menudo seres que existieron en el pasado distante, sellados por su poder y los estragos que pueden causar. Desde "Sonic Adventure", Eggman ha despertado y trató de controlar a Perfect Chaos, Biolizard, Solaris, Dark Gaia y Time Eater, pero siempre fracasa. Si bien nadie hubiera aprendido a evitar estas acciones la primera vez, la determinación de Eggman da la impresión de que seguirá mirando hacia las antiguas leyendas de criaturas de otro mundo como una herramienta para tener éxito.
Cabe señalar que, si bien Eggman ha intentado una y otra vez derrotar a Sonic, a menudo en actos que podrían matarlo, el doctor no necesariamente odia al erizo en todas sus apariciones, porque a veces mira con cariño a su fuerte enemistad. Esto no quiere decir que Eggman no goza de perder, sino que simplemente sugiere que tal vez no sabe qué hacer con él si lograba apoderarse del mundo.

## En otros medios

### Película
Eggman hace un cameo en la película de Disney de 2012, Wreck-It Ralph. Es visto como un miembro del grupo de apoyo de villanos Bad-Anon. Su diseño es de los juegos actuales durante la película misma y en los créditos finales se usa en su lugar su antiguo diseño Robotnik de los 90. Además, la imagen de la caricatura de Eggman se ve en el Celebrity Wall en Tapper's. Eggman también hace un cameo en la secuela, Ralph Breaks the Internet.
El Dr. Eggman es interpretado por Jim Carrey en Sonic, la película (2020). En la película, se lo representa como un científico retorcido contratado por el Departamento de Defensa de los Estados Unidos para perseguir a Sonic después de que este último provoque un corte de energía en el noroeste del Pacífico; Robotnik recibe el apodo "Eggman" de Sonic por la forma de huevo de sus robots. Él usa una de las púas de Sonic para encender sus máquinas para que coincida con la velocidad de Sonic, pero finalmente es derrotado por Sonic y su amigo humano, Tom Wachowski, y es enviado a un planeta lleno de hongos. En el planeta, se afeita la cabeza y se deja crecer el bigote, más parecido a su contraparte del juego, mientras planea su venganza contra Sonic.
Carrey regresa en la secuela Sonic 2, la película (2022). Después de pasar casi un año en el planeta Hongo, se une a Knuckles, un equidna de color rojo y último guerrero de la tribu Pachacamac, para destruir a Sonic y localizar a la poderosa Esmeralda Maestra. En algún momento traiciona a Knuckles y absorbe la Master Emerald, con la intención de conquistar el universo con ella. En Green Hills, usa sus nuevos poderes para crear una réplica robótica gigante de sí mismo (que se parece al Death Egg Robot de los juegos), pero es derrotado después de que Knuckles le quita la Master Emerald y Sonic usa las Chaos Emeralds para transformarse en Super Sonic y destruye el robot. Se desconoce su paradero al final de la película.Aunque no se dice en la pantalla, el nombre completo del personaje tal como está escrito en la novelización de la película aparece como "Ivo Gerald Robotnik", su segundo nombre fue tomado de su abuelo.
En febrero de 2024, se anunció que Carrey volvería a interpretar su papel en Sonic 3, la película, que se estrenó el 20 de diciembre de 2024.En el tiempo transcurrido desde su última derrota, Robotnik se ha refugiado, ve telenovelas y come comida chatarra, lo que le da su distinguida barriga. En un esfuerzo por detener a Shadow the Hedgehog, forma una alianza con Sonic, pero lo traiciona al enterarse de que su abuelo Gerald Robotnik está trabajando con Shadow para activar el Eclipse Cannon, un arma espacial avanzada. Para consternación del Agente Stone, Robotnik desarrolla una estrecha conexión con Gerald. Robotnik se vuelve contra Gerald al enterarse de que tiene la intención de usar el Eclipse Cannon para aniquilar por completo la Tierra como venganza por la muerte de su difunta nieta María. En una batalla subsiguiente entre los dos hombres, Gerald casi mata a Robotnik, pero es salvado por Tails y Knuckles que lo ayudan a derrotar a Gerald. Al darse cuenta de que solo tiene la opción de salvar la Tierra en lugar de conquistarla, en sus momentos finales, Robotnik ayuda a Tails y Knuckles a alejar el Cañón Eclipse de la Tierra y transmite un mensaje a Stone, proclamando su amistad y aprecio por él, antes de que el Cañón Eclipse explote con él todavía dentro, pero debido a la escena poscréditos donde se revela que Shadow sigue con vida, es probable que Robotnik también haya sobrevivido a la explosión del Cañón Eclipse.